# جایزه امی ساعات پربیننده برای بهترین کارگردانی مجموعه تلویزیونی کمدی
جایزه امی ساعات پربیننده برای بهترین کارگردانی مجموعه تلویزیونی کمدی جایزه‌ای است که به بهترین کارگردانی مجموعه‌های تلویزیونی کمدی توسط آکادمی علوم و هنرهای تلویزیون اهدا می‌شود.

## برندگان و نامزدها

### دهه ۲۰۲۰
| سال                 | برنامه                            | قسمت                    | نامزد (های)   | شبکه |
| ------------------- | --------------------------------- | ----------------------- | ------------- | ---- |
| ۲۰۲۰                |                                   |                         |               |      |
| شتز کریک            | «پایان خوش»                       | اندرو سیویدینو و دن لوی | پاپ تیوی      |      |
| کبیر                | «کبیر»                            | مت شکمن                 | هولو          |      |
| خانم میزل شگفت‌انگیز | «این کمدی است یا کلم»             | امی شرمن-پالادینو       | پرایم ویدئو   |      |
| خانم میزل شگفت‌انگیز | «رادیو شگفت‌انگیز»                 | دانیل پالادینو          | پرایم ویدئو   |      |
| خانواده امروزی      | «پایان، بخش دوم»                  | گیل مانکوسو             | ای‌بی‌سی        |      |
| رامی                | "Miakhalifa.mov"                  | رامی یوسف               | هولو          |      |
| ویل و گریس          | "ما لوسی را دوست داریم"           | جیمز باروز              | ان‌بی‌سی        |      |
| ۲۰۲۱                |                                   |                         |               |      |
| هک‌ها                | «خطی وجود ندارد»                  | لوسیا آنیلو             | اچ‌بی‌او مکس    |      |
| ب مثبت              | «پایلوت»                          | جیمز باروز              | سی‌بی‌اس        |      |
| خدمه پرواز          | «در مواقع اضطراری»                | سوزانا فوگل             | اچ‌بی‌او مکس    |      |
| مام                 | «چک‌های اسکوبی دو و استیک سالزبری» | جیمز ویدوز              | سی‌بی‌اس        |      |
| تد لاسو             | "بیسکوییت"                        | زک براف                 | اپل تی‌وی پلاس |      |
| تد لاسو             | "امیدی که تو را می‌کشد"            | ام جی دیلینی            | اپل تی‌وی پلاس |      |
| تد لاسو             | «ربکا را دوباره بزرگ کن»          | دکلان لونی              | اپل تی‌وی پلاس |      |

## مجموع جوایز بر پایه شبکه
- سی‌بی‌اسی - ۱۵
- ای‌بی‌سی - ۱۴
- ان‌بی‌سی - ۱۴
- آمازون – ۴
- فاکس - ۴
- اچ‌بی‌او - ۴
- اف‌اکس - ۱
- اچ‌بی‌او مکس - ۱
- پاپ تیوی - ۱